# Corydoras acutus
Corydoras acutus és una espècie de peix de la família dels cal·líctids i de l'ordre dels siluriformes.
Els mascles poden assolir els 4,4 cm de longitud total.
Es troba a Sud-amèrica: conca del riu Amazones al nord del Perú i l'Equador.